# Дивизия «Сан-Марсиаль»
Дивизия «Сан-Марсиаль» (исп. División «San Marcial») — тактическое соединение сухопутных войск Испании.
Наряду с дивизией «Кастильехос» является основной ударной единицей наземных сил (Fuerza Terrestre). Соединение до 2020 года включало в себя четыре механизированные бригады на гусеничной технике. Дивизия создана в соответствии с приказом министра обороны от 22 января 2015 года в ходе масштабной реорганизации вооружённых сил Испании. Официально дивизия начала функционировать с 1 января 2017 года.

## Задачи
Дивизия «Сан-Марсиаль» была создана в ходе реорганизации вооружённых сил Испании с целью оптимизации их структуры для модернизации с учётом появления новых и перспективных глобальных вызовов, а также технических требований, предъявляемых современным войскам. Дивизия включала ранее в себя на 2016 год «тяжёлые» (механизированные) бригады и горные войска. Дивизия унаследовала имя 5-й лёгкой пехотной бригады «Сан-Марсиаль» (Brigada de Infantería Ligera «San Marcial» V). Кроме непосредственной подготовки подразделений, дивизия адаптирована для выполнения задач гражданских операций, вроде гуманитарной помощи в зоне конфликтов, эвакуации гражданских и пр. Подразделения дивизии позволяют решать широкий круг задач, от непосредственной обороны страны до участия в международных операциях и помощи союзникам.

## Состав

### 2019 год
По данным на 1 января 2019 года, в состав дивизии входили:
- Генеральный штаб (исп. Cuartel General)
  -  Батальон генерального штаба (Batallón de Cuartel General)
- 10-я бригада «Гусман эль Буэно»[исп.]
- 11-я бригада «Эстремадура»[исп.]
- 12-я бригада «Гуадаррама»[исп.]

### 2021 год
- Штаб и штабной батальон (El Cuartel General de la División San Marcial), Бургос, автономное сообщество Кастилия и Леон[9]
- 1-й полк информационных операций[10], Валенсия, автономное сообщество Валенсия
  - 1/1-я группа информационных операций
  - 2/1-я группа информационных операций
- 6-я воздушно-десантная бригада «Альмогаварес» (Brigada de Infantería Ligera Paracaidista «Almogávares» VI de Paracaidistas (BRIPAC))[11], Мадрид[10]
  - Штаб (Cuartel General), Паракуэльос-де-Харама, автономный регион Мадрид
  - Штабной батальон (Batallón de Cuartel General VI), Паракуэльос-де-Харама, автономный регион Мадрид
  - 8-й лёгкий бронекавалерийский полк «Лузитания» (Regimiento de Caballería Ligero Acorazado «Lusitania» n.º 8), Маринес, автономный регион Валенсия
    - 1-я лёгкая бронекавалерийская группа «Сагунто» (Grupo de Caballería Ligero Acorazado «Sagunto» I/8)

  - 4-й пехотный полк «Неаполь» (Regimiento de Infantería «Nápoles» n.º 4 de Paracaidistas)
    - 1-й парашютно-десантный батальон «Руджеро де Флор» (Bandera de Infantería Paracaidista «Roger de Flor» I/4), Паракуэльос-де-Харама, автономный регион Мадрид
    - 2-й моторизованный батальон «Руджеро де Лаурия» (Bandera de Infantería Protegida «Roger de Lauria» II/4), Паракуэльос-де-Харама, автономный регион Мадрид

  - 5-й пехотный полк «Сарагоса» (Regimiento de Infantería «Zaragoza» n.º 5)
    - 3-й моторизованный батальон «Ортис де Сарате» (Bandera de Infantería Protegida «Ortiz de Zárate» III/5), Мурсия, автономный регион Мурсия

  - 6-я артиллерийская группа (Grupo de Artillería de Campaña VI), Паракуэльос-де-Харама, автономный регион Мадрид
  - 6-й инженерно-сапёрный батальон (Batallón de Zapadores VI), Паракуэльос-де-Харама, автономный регион Мадрид
  - 6-я группа тылового обеспечения (Grupo Logístico VI), Паракуэльос-де-Харама, автономный регион Мадрид
- Командование сил специальных операций (Mando de Operaciones Especiales), Аликанте[10], автономное сообщество Валенсия
  -  3-я группа специальных операций «Валенсия»[10] (Grupo de Operaciones Especiales «Valencia» III)
  -  2-я группа специальных операций «Гранада» (Grupo de Operaciones Especiales «Granada» II). Де-факто расформирована в феврале 2020 года, личный состав распределён по другим группам[12].
  -  4-я группа специальных операций «Терция Эмпордо»[10] (Grupo de Operaciones Especiales «Tercio del Ampurdán» IV)
  -  19-я бандера (батальон) специальных операций «Кавалер-легионер Мадерал Олеага»[англ.][10] (Bandera de Operaciones Especiales «C.L. Maderal Oleaga» XIX)
  -  Рота связи командования сил специальных операций

- Командование горных войск (Mando de Tropas de Montaña) (Памплона)[10]
  - Штабной батальон
  - 64-й пехотный полк «Галисия»[10] (Regimiento de Infantería «Galicia» n.º 64), Хака, автономный регион Арагон
    - 1/64-й горнострелковый батальон «Пиринеос» (Batallón de Cazadores de Montaña «Pirineos» I/64), Хака, автономный регион Арагон
    - 1/64-я горнолыжная рота (Compañía de Esquiadores Escaladores 1/64), Хака, автономный регион Арагон

  - 66-й пехотный полк «Америка»[10] (Regimiento de Infantería «América» n.º 66) (Берриоплано), автономное сообщество Наварра
    - 1/66-й горнострелковый батальон «Монтехурра» (Batallón de Cazadores de Montaña «Montejurra» I/66)

  - Военная школа горных войск и специальных операций (Хака)
- Командование армейской авиации[исп.][10] (Fuerzas Aeromóviles del Ejército de Tierra), Кольменар-Вьехо, Мадрид
  -  1-я ударная вертолётная эскадрилья[10] (Batallón de Helicópteros de Ataque núm. I)
  -  2-я медицинская вертолётная эскадрилья[10] (Batallón de Helicópteros de Emergencia núm. II)
  -  3-я маневренная (многоцелевая) вертолётная эскадрилья[10] (Batallón de Helicópteros de Maniobra núm. III)
  -  4-я маневренная (многоцелевая) вертолётная эскадрилья[10] (Batallón de Helicópteros de Maniobra núm. IV)
  -  5-я транспортная вертолётная эскадрилья[10] (Batallón de Helicópteros de Transporte núm. V)
  -  Группа тылового обеспечения армейской авиации (Grupo Logístico de las FAMET)